# Общество белых-88
«Общество белых-88» — неонацистская группировка, действовавшая в Нижнем Новгороде, члены которой были осуждены за совершение ряда убийств, возникла в 2008 году.
На счету группировки 5 доказанных убийств и 9 нападений.

## История
По данным следствия, студенты Александр Дегтярёв и Артём Сурков познакомились в 2008 году, общаясь на форумах национал-социалистических движений в интернете и причисляя себя к радикальной группировке «Общество белых-88», после чего совершили четыре убийства и девять покушений на убийство лиц неславянской внешности (включая нападение на молодого человека, который накануне, по их сведениям, участвовал в драке с националистами на стороне антифашистов).
Александр Дегтярёв был задержан в декабре 2008 года сразу после того, как из охотничьего гладкоствольного ружья он застрелил своего преподавателя по транспортному праву профессора ВГАВТ Станислава Асеева, которому из-за конфликта боялся не сдать зачёт. После этого его место в группировке занял Максим Алёшин. Вместе с Артёмом Сурковым их задержали весной 2009 года.
Первоначально к уголовной ответственности было привлечено семь членов группировки, но в отношении четырёх из них уголовное преследование было прекращено в связи с истечением срока давности по статьям «хулиганство» и «нанесение побоев», в которых они обвинялись.
В июне 2010 г. Нижегородский областной суд приговорил Александра Дегтярёва к пожизненному лишению свободы, Артёма Суркова и Максима Алёшина — к лишению свободы на 10 и 9,5 лет соответственно.